# Sámos (ville)
Pour les articles homonymes, voir Samos (homonymie).
Sámos, en grec moderne : Σάμος ou Káto Vathý (grec moderne : Κάτω Βαθύ) auparavant appelée Liménas Vathéos (Λιμένας Βαθέος, en français : Port de Vathý), est une ville côtière sur l'île du même nom dans le dème de Sámos-Est, en  Grèce.
Selon le recensement de 2011, la population de la ville compte 6 191 habitants.